# Санта Марија дел Сасо (Арецо)
Санта Марија дел Сасо је насеље у Италији у округу Арецо, региону Тоскана.
Према процени из 2011. у насељу је живело 24 становника. Насеље се налази на надморској висини од 351 м.